# 卡多雷地区塞尔瓦
卡多雷地区塞尔瓦（義大利語：Selva di Cadore）是意大利威尼托大区贝卢诺省的一个市镇。总面积33.2平方公里，人口524人，人口密度15.8人/平方公里（2009年）。国家统计（ISTAT）代码为025054。